# San Francisco Ballet
San Francisco Ballet is een Amerikaans balletgezelschap. Het werd in 1933 als het San Francisco Opera Ballet opgericht door de gebroeders Christensen, die de basis legden voor ballet in de Verenigde Staten, en was het eerste professionele balletgezelschap in de Verenigde Staten. Tegenwoordig is het gezelschap gevestigd in het War Memorial Opera House in San Francisco en staat het onder de leiding van Helgi Tomasson. Het is een toonaangevende compagnie die jaarlijks zo'n acht producties maakt en meer dan 100 opvoeringen verzorgt. Het repertoire omvat zowel klassiek als hedendaags ballet.